# Groote Eylandt
La isla Groote Eylandt (en inglés: 'Groote Eylandt island') es la isla más grande del golfo de Carpentaria, en el noreste de Australia. Es un territorio propiedad del pueblo anindilyakwa, que aún habla el aislado idioma anindilyakwa.
La isla Groote Eylandt se encuentra a 50 km de la costa norte del territorio continental y oriental de la Tierra de Arnhem (aproximadamente a 630 km de la ciudad de Darwin). La isla mide aproximadamente 50 km de este a oeste y 60 km de norte a sur, con una superficie total de 2285 km². Por lo general, con tierras muy bajas, con una altura media sobre el nivel del mar de 15 m, aunque el monte denominado Central Hill llega a una altura de 219 metros. Fue llamada así por el explorador Abel Tasman en 1644 y significa en neerlandés, con grafía arcaica, ‘Gran Isla’ (hoy en día su ortografía sería Groot Eiland).

## Historia
Groote Eylandt fue avistada por primera vez por los europeos en 1623, por el buque neerlandés Arnhem. Sin embargo, hasta la llegada en 1644 de Abel Tasman a la isla no se le dio un nombre europeo. El primer asentamiento europeo en la isla se estableció en río Esmeralda en 1921, en la forma de una misión cristiana. Durante la Segunda Guerra Mundial, en 1943, la misión se trasladó a Angurugu, ya que la fuerza aérea requirió el uso de la pista de aterrizaje de la misión. Las ruinas de la base todavía son evidentes hoy en día. La isla fue utilizada como una base de hidroaviones por un período de tiempo. En 1979, el control de la isla fue transferida al ayuntamiento de aborígenes locales.
Groote Eylandt se convirtió en tierra de propiedad aborigen tras el acuerdo de los Derechos de Tierras Aborígenes (NT) de 1976.
El 20 de mayo de 2008, el Gobierno Federal firmó un acuerdo con los aborígenes locales de Groote Eylandt para arrendar tierras para el Gobierno durante cuarenta años. A cambio, el gobierno va a gastar el dinero obtenido en la comunidad con el objetivo de mejorar la vivienda, la educación y la salud en la zona.